# Misgolas melancholicus
Misgolas melancholicus là một loài nhện trong họ Idiopidae.
Loài này thuộc chi Misgolas. Misgolas melancholicus được William Joseph Rainbow & Pulleine miêu tả năm 1918.